# ロック・マルク・クリスチャン・カボレ
ロック・マルク・クリスチャン・カボレ（フランス語: Roch Marc Christian Kaboré, 1957年4月25日 - ）は、ブルキナファソの政治家。同国の第7代ブルキナファソ大統領（2015年12月29日 - 2022年1月24日）。2022年1月23日の軍事クーデターで政権が崩壊した。1994年から1996年まで首相を、2002年から2012年まで国民議会の議長を経験した。また、2014年に離党するまで民主主義進歩会議（CDP）の議長を務め、同年進歩のための国民運動を設立した。
カボレは49年ぶりの文民大統領であった。政治家の前には銀行員として働いていた。

## 生い立ち
カボレは仏領オートボルタのワガドゥグーで生まれた。彼は西アフリカ諸国中央銀行（BCEAO）の元副総裁の息子だった。1962年から1968年まで小学校に通い、CPS（Certificate of Primary School）を取得した。この基礎教育証明書を修了するとワガドゥグーの選抜校である聖ジャン＝バティスト・ド・ラ・サール大学に1968年から1975年まで通い、BEPCのOレベルの一般証明書を、1975年にバカロレアのAレベルを取得した。その後はディジョン大学で経営学を専攻し、経済学を学んた。そこで1979年に学士号を、1980年に修士号を取得した。
フランスで勉強している間にシカ・ベラ・カボレと出会い、1982年に結婚し、3人の子供を設けている。

## 職歴

### 銀行員として
カボレはモーリス・ヤメオゴ大統領の下で大臣を務めていた父と同様に、国際復興開発銀行（BIB）の銀行家として働いていた。最終的にはトーマス・サンカラ政権の時代にブルキナファソ最大の銀行の責任者に昇進した。1984年、カボレは27歳の若さでBIBの総局長に任命され、1989年9月に政府に任命されるまでその職を務めた。

### 政治家として

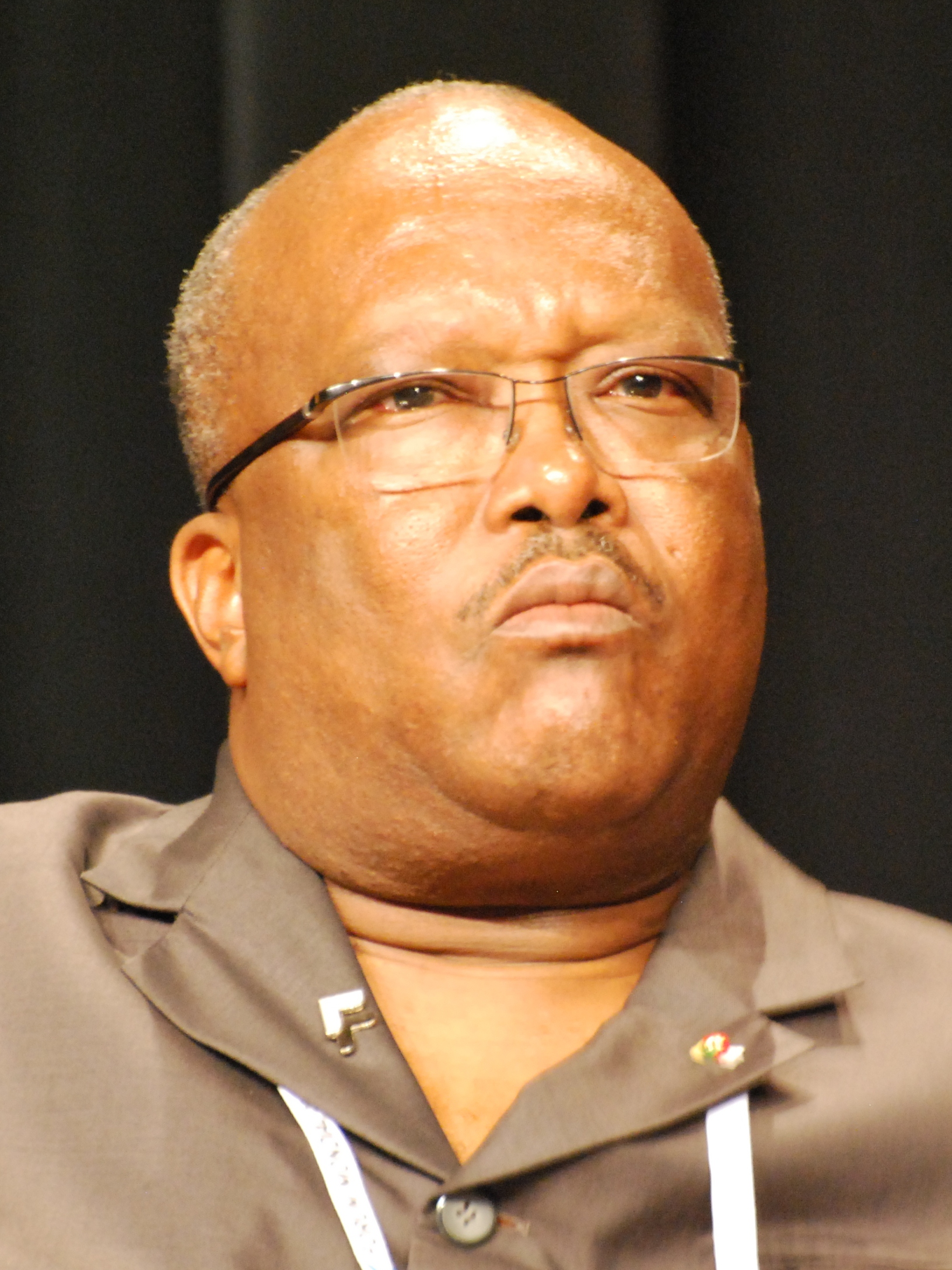
2012年のカボレ

カボレはブルキナファソ政府で大臣、大統領特別顧問、また国会の副議員を歴任した。1994年に首相に就任し、1996年2月初旬に民主主義進歩会議が結成された際に首相を辞任し、新しい与党の初代副党首、および党首の特別顧問に就任した。
2002年6月6日にブルキナファソ国民議会の議長に選出された。
| 職務                                                      | 期間                          |
| --------------------------------------------------------- | ----------------------------- |
| 運輸通信大臣                                              | 1989年9月21日                 |
| 国務大臣                                                  | 1992年2月16日                 |
| ODP / MT（現在のCDP党）のカディオゴ地域を代表する国会議員 | 1992年5月24日                 |
| 財務計画大臣                                              | 1992年6月19日から1993年9月3日 |
| 国務大臣                                                  | 1993年9月3日から1994年3月20日 |
| 首相                                                      | 1994年3月20日                 |
| ブルキナファソ大統領特別顧問                              | 1996年2月から1997年6月        |
| CDP党の国会の議員に選出                                   | 1997年5月11日                 |
| CDP党の全国書記に選出                                     | 1999年8月                     |
| 国会議長に選出                                            | 2002年6月6日                  |
| CDPの議長に選出                                           | 2003年8月                     |
| ブルキナファソ共和国大統領に選出                          | 2015年11月                    |

2007年5月の議会選挙でカボレはCDPの候補として再選を果たし、議長にも再選。カボレが90票を獲得したのに対しNorbert Tiendrébéogoは13票にとどまり、無効票は7票だった。

### CDPからの辞任
2014年1月6日にカボレはCDPからの離党を表明。ブレーズ・コンパオレの任期を延長する憲法改正に反対した他の多くの政治家と行動をともにした。
2014年1月25日、カボレは新しい野党、進歩のための国民運動（Mouvement du Peuple pourleProgrès 、MPP）を設立した 。

### 大統領職
2015年7月4日から5日にかけてワガドゥグースポーツアリーナで開催されたMPPの党大会で2015年11月29日に実施される大統領選挙の候補者に正式に選出された 。2015年11月29日の投開票でカボレは1回目の投票で53.5％の票を獲得し、29.7％にとどまったゼフィリン・ディアブレを破り当選した。2015年12月29日に大統領に就任。2016年1月7日に経済学者のポール・カバ・ティエバを首相に任命した新政府の構成は1月13日に発表され、カボレは国防省と退役軍人省の大臣職を兼任した。2020年11月22日の総選挙で、57.74％の票を獲得して再選を果たした。
しかしブルキナファソでは2015年頃より隣国マリ共和国からイスラム過激派が侵入し相次いで襲撃事件を起こすようになっており、一方でブルキナファソ国軍は訓練も装備も不十分で劣勢に立たされ、軍からはイスラム過激派に対する対策が不足していることに政府への不満が高まっていた。2022年1月23日、軍の複数の施設でイスラム過激派に対抗するための装備の拡充を求める兵士が反乱を起こし、1月24日に身柄を拘束された。ポール＝アンリ・サンダオゴ・ダミバ中佐が率いる防衛と回復のための愛国運動(MPSR)が権力を掌握し、憲法停止や政府、議会の解散を宣言。カボレ政権は崩壊した。